# Colonización espacial usando embriones

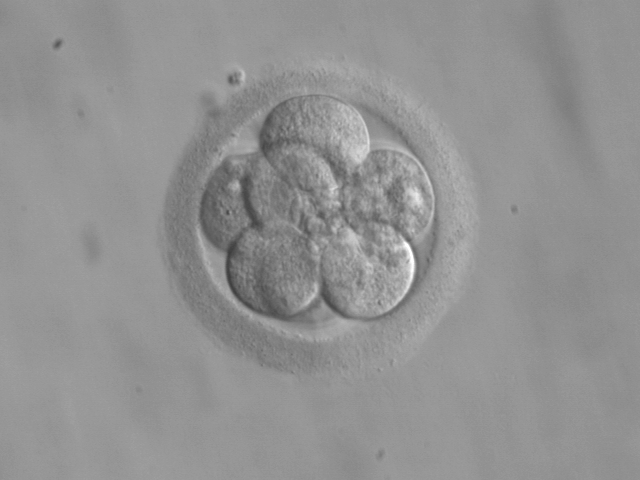
Embrión de 8 células listo para ser transferido en una fecundación in vitro

La colonización espacial usando embriones es un concepto teórico de colonización espacial interestelar que trata acerca de enviar una misión robótica a un planeta habitable del tipo terrestre que transporte embriones humanos congelados o los medios tecnológicos o biológicos para crear embriones humanos. La propuesta evita la mayor parte de los problemas tecnológicos más severos de los conceptos de colonización interestelar más populares. En contraste a la propuesta de una nave dormitorio, no requiere el desafío tecnológico más complicado de tener que 'congelar' seres humanos totalmente desarrollados (ver criónica). Además, en contraste a una nave dormitorio y a una nave generacional, los recursos necesarios para construir una nave espacial para un esfuerzo de colonización espacial mediante embriones son considerablemente más bajos en términos de masa pura y complejidad de esta última. Adicionalmente, los embriones pueden ser puestos en órbita por baratos cañones espaciales que no pueden ser usados con seres humanos adultos.

## Conceptos varios
El concepto de colonización espacial mediante embriones involucra varios conceptos para llevar los embriones desde la Tierra a un planeta de otro sistema estelar.
- El concepto más directo es usar embriones congelados. La medicina moderna ha hecho posible almacenar embriones congelados en varias etapas iniciales de su desarrollo (hasta varias semanas en el desarrollo del embrión).
- Un escenario más desafiante tecnológicamente pero más flexible es transportar los medios biológicos de crear embriones, esto es muestras de esperma y óvulos.
- Dando un paso más allá, la nave espacial "carguera" podría estar limitada solo a la información genética de un ser humano almacenada como archivos de computador. En este caso, el esperma y los óvulos tendrían que ser regenerados por un biosecuenciador al llegar al planeta objetivo, aunque actualmente esta propuesta no es tecnológicamente factible.

## Misión en el planeta objetivo
Sin importar el tipo de "carga" usada en un cualquier escenario de colonización espacial mediante embriones, el concepto básico es que al arribo de la Nave Espacial que Transporta a los Embriones (o NETE) al planeta objetivo, robots totalmente autónomos construirían el primer asentamiento en el planeta y comenzarían a plantar cultivos. Más ambiciosamente, inicialmente el planeta podría ser terraformado. Desde ese punto los primeros embriones podrían ser descongelados (o creados usando esperma y óvulos naturales o biosecuenciados como se describió anteriormente).
En cualquier caso, una de las tecnologías necesarias para que la propuesta sea factible es la creación de un útero artificial. Los embriones necesitarían desarrollarse en tal medio artificial hasta que una existiera una población lo suficientemente grande para poder procrear por medios biológicos naturales.

## Comparación con otros conceptos de colonización interestelar
- Las propuestas de naves dormitorios y naves generacionales requieren de una nave espacial muy grande para transportar humanos, sistemas de soporte vital y otros equipos o comida así como sistemas de propulsión incluso más grandes para un largo período de tiempo. Incluso las propuestas más optimistas requerirían un esfuerzo tan importante en construir está nave que generar los recursos requeridos involucraría a una gran parte de la población terrestre o incluso podrían exceder los recursos disponibles. En contraste, una NETE tendría las dimensiones de la magnitud de las actuales naves espaciales, ya que la "carga" más importante no necesitaría mucho espacio ni tampoco pesaría tanto.
- Las propuestas de naves dormitorios requieren el congelamiento de humanos adultos. Mientras que la investigación en hibernación existe, la complejidad de un cuerpo humano adulto vivo puede hacer de esta proposición una muy difícil de lograr.[1]
- Mientras que las naves dormitorios y generacionales podrían llevar a un planeta colonizable una población que ya tenga algún grado de educación, entrenamiento y sociabilización en áreas reconciliables con la cultura que patrocinó el esfuerzo (por ejemplo, historia, educación científica y técnica, adquisición de lenguaje y una comprensión de la misión original y de normas culturales más amplias), los individuos que nazcan en los planetas colonias en el escenario de colonización espacial por embriones no tendrían este mismo contexto o educación.

## Dificultades en la implementación de este concepto

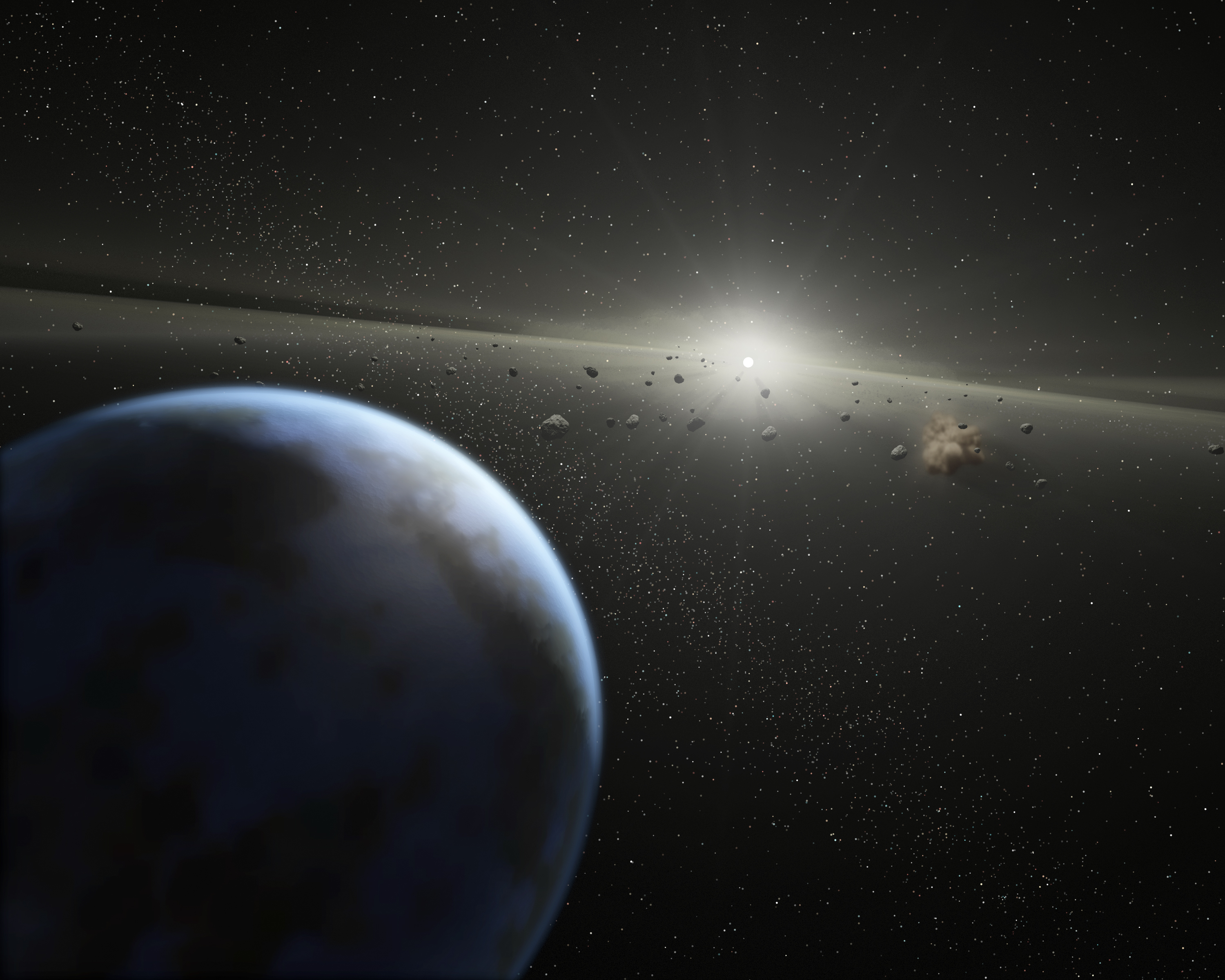
Impresión artística del año 2005 del planeta HD 69830 d. La colonización espacial mediante embriones depende de la existencia de exoplanetas habitables por estándares terrestres.

Las principales dificultades con la implementación de la idea incluyen avances en varias áreas tecnológicas. Además existen problemas biológicos y éticos. La propuesta, junto con cualquier otro concepto de colonización espacial, depende en hechos no conocidos ahora.
- Robótica: si será posible desarrollar robots totalmente autónomos que puedan construir el primer asentamiento en el planeta objetivo y criar a los primeros humanos, no está claro. Además, los efectos psicológicos sobre los humanos siendo criados por una sonda espacial robótica, y sus efectos sobre las subsecuentes generaciones, son desconocidos y difíciles de evaluar.
- Útero artificial: actualmente no se dispone de la tecnología para crear úteros artificiales. Sin embargo los científicos ya se encuentran trabajando en esta tecnología.
- Computadores de larga duración: el hardware computacional necesitaría funcionar confiablemente por largos períodos de tiempo, quizás por varios miles de años.
- Propulsión: se requeriría de un sistema de propulsión que pudiera acelerar a una NETE a una alta velocidad y posteriormente desacelerarla al llegar a su destino. Incluso asumiendo una velocidad cien veces más rápida que cualquiera de las alcanzadas por las sondas espaciales actuales y un planeta objetivo dentro de cien años luz, el viaje tomaría varios miles de años.
- Exoplaneta: todo el concepto depende de la existencia de un exoplaneta que pueda ser colonizado a una distancia que se pueda alcanzar. Las actuales misiones científicas tales como COROT, Kepler o Darwin pueden entregar resultados positivos dentro de 3 o 4 años.

## Otras dificultades
Otras incógnitas, de orden biológico y ético, que afectan la viabilidad de la colonización del espacio usando embriones son las siguientes:
- De orden biológico: ¿Sobrevivirá intacto el material genético en una misión espacial que podría durar siglos? Se sabe que la exposición a los rayos cósmicos daña irreparablemente el ADN. ¿Qué otras formas de vida simbióticas necesita un ser humano para vivir una vida saludable? Por ejemplo, la flora intestinal y muchas otras especies de microorganismos pueden ser necesarias para un correcto funcionamiento biológico e inmunológico. Los bebés normalmente los adquieren de sus madres y del entorno más amplio, pero este no sería el caso de los embriones en los barcos de colonización.
- De orden ético: además de la cuestión de si es técnicamente factible criar niños sin contacto humano, existe la cuestión adicional de si esto es moralmente permisible. Se encuentra que no es ético crear deliberadamente niños que crecerán sin padres, pero la colonización del espacio embrionario lo requiere. También sería necesario hacer juicios de valor controvertidos sobre el ADN de quién debería ser la base de la colonia espacial. ¿Deberían ser seleccionados por alguna métrica de mérito, o al azar de la población general? Cualquiera de las opciones presenta problemas éticos. ¿Debería la IA de crianza guiar firmemente a los niños para maximizar las posibilidades de éxito de la colonia, o debería aceptar el riesgo de permitirles una autonomía significativa? ¿Qué idiomas y valores culturales se deben transmitir a los colonos? ¿Deberían criarse de acuerdo con algún sistema de valores que exista en la Tierra, o crear uno que de alguna manera esté optimizado? ¿Hay verdades que deben ser ocultadas de ellos? La posibilidad de una nueva civilización que comienza sin un legado cultural puede atraer a cultos que quieren que sus valores se conviertan en norma para toda una sociedad. ¿Es permisible permitirles tener sus propias colonias de embriones, donde la IA adoctrina a los colonos solo en el sistema de valores del culto? La dificultad de responder a estas y otras cuestiones éticas puede convertirse en un obstáculo no tecnológico para la colonización del espacio embrionario.

## Ejemplos en la ficción
- La novela Voyage from Yesteryear de James P. Hogan caracteriza a un planeta que fue colonizado muchas generaciones atrás por una nave automatizada capaz de abiogénesis de registros computarizados de ADN de humanos y de otra vida terrestre, que ahora comienza a ser visitado por una nave espacial interestelar mucho más avanzada capaz de transportar a una tripulación adulta.

- La novela Broken Angels de Richard Morgan, una secuela a la primera novela Takeshi Kovacs Altered Carbon, muestra una colonización con embriones, que una humanidad podría haber desarrollado, disponiendo sólo con viajes STL y comunicaciones de supercuerdas. También describe sus etapas y problemas.

- La novela Caught in the Lights de Tomasz Kołodziejczak, el segundo libro en la duología del Solar Dominium, describe una colonización espacial mediante embriones en dos etapas, la robótica y la embriónica. Hay un período de tiempo en el universo ficticio de las novelas llamado "The Sperm Wars", en el cual los embriones fueron forzados a crecer rápidamente y combatir para defender a la colonia. La mayor parte de aquellos niños nunca alcanzaron la edad adulta debido a una suspensión forzada de su desarrollo o a que fueron muertos en acción.

- La novela Manseed de Jack Williamson tiene como protagonista a uno de los robots responsables por proteger y ayudar a los colonos de un nuevo planeta creado por una "nave sembradora" automática, aunque en este caso los colonos son "nacidos" como adultos desarrollados y con un conocimiento implantado de humanos preexistentes por medio de una tecnología de transferencia mental.

- En el manga 2001 Nights de Yukinobu Hoshino, Night 4 muestra una misión interestelar donde una nave automática transportando embriones congelados es lanzada con la ayuda de un cometa. Dos capítulos más tarde, o "Nights", en la serie se explora lo que sucedió a la misión después de que llega a la superficie de su planeta objetivo.

- En The River of Time (1986) de David Brin's The River of Time (1986), el relato corto Lungfish -que muestra a unas sondas Von Neumann- menciona una clase de sonda llamada Sembradoras que parecen ser un tipo de NETE autorreplicante.[2]

- En la serie Revelation Space de Alastair Reynolds una facción de la humanidad conocida como "Amerikano" envía numerosas naves colonizadoras a la galaxia. Casi todas estas misiones finalizaron en fracasos, aunque algunas tuvieron éxito. El planeta "Yellowstone", que es un planeta importante en la trilogía de Revelation Space y la principal localización para otra novela ambientada en el mismo universo, "Chasm City".

- En la novela Cánticos de la lejana Tierra (en inglés: The Songs of Distant Earth) (1986) de Arthur C. Clarke, los humanos responden al problema de un inevitable final lanzando una serie de naves robots sembradoras colonizadoras al espacio, para continuar la vida terrestre después de la destrucción de su mundo natal (causada porque el Sol se convierte en nova). Thalassa es colonizada por una de aquellas naves, pero pierde el contacto debido a un desastre natural. A medida que la tecnología avanza la colonización es llevada a cabo por naves dormitorio. Mientras tanto, justo en el momento en que el cataclismo debería ocurrir, la tecnología de energía del vacío es inventada para poder permitir la construcción de una nave que casi puede alcanzar la velocidad de la luz, llamada Magallanes, que es lanzada para construir la última colonia de la humanidad. Las naves colonizadoras previas utilizaban embriones congelados o varias formas de síntesis de ADN. En la Magallanes, una tripulación viva es transportada en suspensión criogénica. La Magallanes también ayudará en la terraformación del nuevo planeta, llamado Sagan Dos.

- En el episodio "Scorched Earth" de la serie de televisión de ciencia ficción Stargate SG-1, una nave creada por extraterrestres conocidos como los Gadmeer estaba en el proceso de 'terraformar' un planeta (o más bien, de adaptarlo para unas formas de vida no terrestres). Contenía información genética de todas las formas de vida, que respiran sulfuro, del planeta natal de los 'Gadmeer', y cosas de importancia cultural para los Gadmeer, y que los recrearía una vez que el proceso de 'terra'-formación estuviera completo.

- En la película animada Titan A.E., durante la destrucción de la Tierra por extraterrestres, una nave es lanzada con el ADN de cada especie del planeta.

- En el relato corto Long Shot (1972) de Vernor Vinge, la historia de una colonización espacial con embriones es contada desde el punto de vista de la inteligencia artificial que es responsable de los embriones durante el viaje interestelar. En otro relato llamado Marooned in Realtime, que postula una sociedad compuesta por unos pocos terrestres restantes, se discute la tecnología de úteros artificiales como una necesidad para reconstruir la población de la Tierra, dado que con la tasa natural de reproducción esto no sería factible.

- El fracasado MMO Seed se desarrollaba alrededor del concepto de colonización espacial con embriones.

- En la novela Alien Child (1988) de Pamela Sargent la humanidad está extinta excepto por dos niños criados por extraterrestres, que los encontraron en una bodega llena de embriones. La bodega había sido construida antes de que la humanidad se destruyera a sí misma por medio de guerras. Los niños deben decidir si debe revivir al resto de los embriones o dejar que la raza humana muera completamente.
- La serie de televisión estadounidense de ciencia ficción y drama "Raised by Wolves" creada por Aaron Guzikowski, trata acerca de dos androides con la misión de criar hijos humanos en el planeta Kepler-22b después de que la Tierra fuese destruida por una gran guerra entre mitraicos y ateos, y comenzar una nueva civilización pacífica basada en valores ateos.